# Lord Lambourne červený

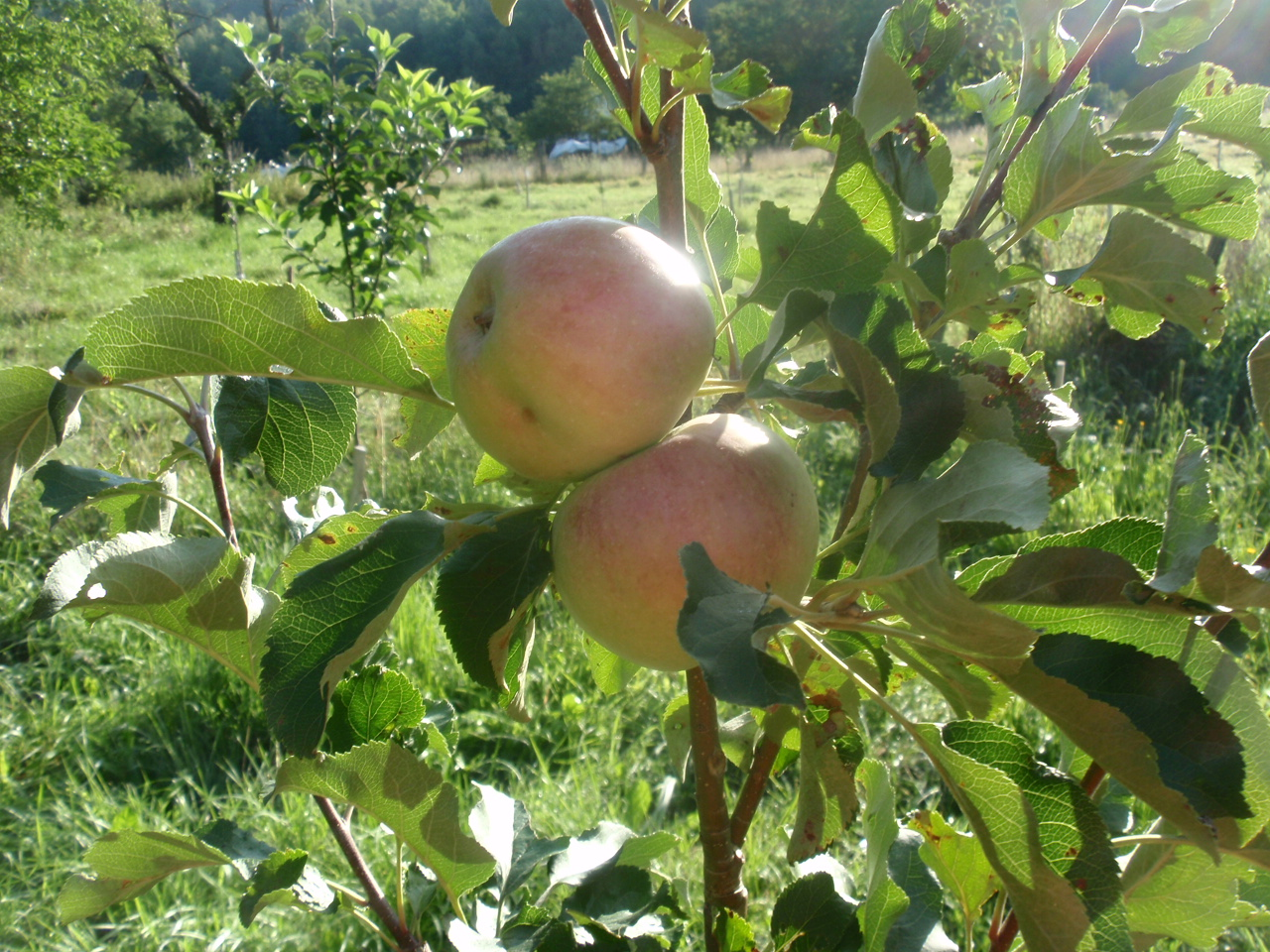
Lord Lambourne Red - stromek v srpnu

Lord Lambourne červený (Malus domestica 'Lord Lambourne červený') je ovocný strom, kultivar druhu jabloň domácí z čeledi růžovitých. Plody jsou řazeny mezi odrůdy raně zimních jablek, sklízí se v polovině září, dozrávají v listopadu, skladovatelné jsou do ledna. Odrůda je považována za středně rezistentní vůči některým chorobám. Vhodná pro všechny tvary a podnože. Na podnoži M 9 je nejvíce výnosná.

## Historie

### Původ
Československo, mutace odrůdy Lord Lambourne, poprvé objevena v roce 1969 . Původní odrůda byla získána křížením odrůd ´James Grieve´ x ´Worcesterská parména´ v Anglii

## Vlastnosti
Roste středně bujně. Koruna má kulovitý habitus.Odrůda slouží jako dobrý opylovač. Plodí na středně dlouhém dřevě.

## Plodnost
Plodnost je středně pozdní, hojná a při pravidelné probírce i pravidelná.

## Plod
Plody jsou větší velikosti než původní odrůda Lord Lambourne.Odlišná je i barva plodů.Plody jsou kulovité, se základní zelenožlutou barvou, celé pokryté rozmytou hnedavě červenou barvou. Dužnina je nažloutlé barvy, křehká, jemná, středně tuhá, středně šťavnatá, navinule sladká, velmi dobré chuti.

## Choroby a škůdci
Odrůda je středně rezistentní proti strupovitosti jabloní a k padlí.

## Použití
Odrůdu lze pěstovat ve všech polohách. Vyžaduje letní průklest s pečlivou probírkou plodů v červenci. Jde o zvlášť úrodnou a kvalitní odrůdu.